# Yanaizu
Yanaizu (jap. 柳津町 Yanaizu-machi) – miasto w Japonii, na wyspie Honsiu, w prefekturze Fukushima. Według danych na rok 2020 miejscowość zamieszkiwało 3 081 mieszkańców , a gęstość zaludnienia wyniosła 17,5 os./km².